# Tabu
Tabassum Fatima Hashmi (Haiderabad, 4 november 1971), beter bekend onder het mononiem Tabu, is een Indiase filmactrice die voornamelijk werkzaam is in Hinditalige films. Desalniettemin heeft ze ook in andere regionale films in verschillende talen gewerkt, waaronder Telugu, Tamil, Malayalam, Bengaals en Marathi.
Ze heeft twee National Film Awards voor Beste Actrice en zes Filmfare Awards gewonnen, waaronder een recordaantal van vier Critics Awards voor Beste Actrice. In 2011 kende de regering van India haar de Padma Shri toe, de vierde hoogste burgerlijke onderscheiding van het land.

## Filmografie
- 1985: Hum Naujawan
- 1991: Coolie No. 1
- 1994: Pehla Pehla Pyaar
- 1994: Vijaypath
- 1995: Haqeeqat
- 1995: Prem
- 1995: Saajan Ki Baahon Mein
- 1995: Sisindri
- 1996: Himmat
- 1996: Jeet
- 1996: Kadhal Desam
- 1996: Kala Pani
- 1996: Maachis
- 1996: Ninne Pelladatha
- 1996: Saajan Chale Sasural
- 1996: Tu Chor Main Sipahi
- 1997: Border
- 1997: Darmiyan
- 1997: Iruvar
- 1997: Virasat
- 1998: 2001: Do Hazaar Ek
- 1998: Aavida Maa Aavide
- 1998: Chachi 420
- 1998: Hanuman
- 1999: Biwi No. 1
- 1999: Hu Tu Tu
- 1999: Hum Saath-Saath Hain: We Stand United
- 1999: Kohram: The Explosion
- 1999: Thakshak
- 2000: Astitva
- 2000: Biwi No. 2
- 2000: Cover Story
- 2000: Dil Pe Mat Le Yaar
- 2000: Ghaath
- 2000: Hera Pheri
- 2000: Kandukondain Kandukondain
- 2000: Shikari
- 2000: Snegithiye
- 2000: Tarkieb
- 2001: Aamdani Atthanni Kharcha Rupaiya
- 2001: Chandni Bar
- 2001: Dil Ne Phir Yaad Kiya
- 2002: Filhaal …
- 2002: Maa Tujhhe Salaam
- 2002: Saathiya
- 2002: Zindagi Khoobsoorat Hai
- 2003: Abar Aranye
- 2003: Hawa
- 2003: Jaal: The Trap
- 2003: Khanjar: The Knife
- 2004: Main Hoon Na
- 2004: Maqbool
- 2004: Meenaxi: Tale of 3 Cities
- 2005: Bhaggmati – The Queen Of Fortunes
- 2005: Silsilay
- 2006: Shock
- 2006: Cheeni Kum
- 2006: Fanaa
- 2006: Jeetenge Hum
- 2006: Sarhad Paar
- 2006: The Namesake
- 2006: Phir Hera Pheri
- 2007: Om Shanti Om
- 2008: Idhi Sangati
- 2008: Pandurangadu
- 2012: Life of Pi
- 2013: David
- 2014: Jai Ho
- 2014: Haider
- 2015: Drishyam
- 2016: Fitoor
- 2017: Golmaal Again
- 2018: Missing
- 2018: Sanju
- 2018: Andhadhun
- 2019: De De Pyar De
- 2019: Bharat
- 2020: Ala Vaikunthapurramuloo
- 2020: Jawaani Jaaneman
- 2022: Bhool Bhulaiyaa 2
- 2022: Drishyam 2
- 2023: Kuttey
- 2023: Bholaa
- 2023: Khufiya
- 2024: Crew
- 2024: Auron Mein Kahan Dum Tha